# Nikkalmati
Nikkalmati (... – 1390 a.C. circa) è stata una regina ittita del Nuovo Regno, in carica tra la fine del 15º e l'inizio del XIV secolo a.C., moglie del re Tudhaliya I/II.

## Una regina straniera per gli Ittiti
Fu figlia, probabilmente, di Sunashshura sovrano di Kizzuwatna, stato del Sud-Est dell'Anatolia, nel momento in cui iniziarono le frizioni tra gli Ittiti ed il regno di Mitanni.
Questo potente stato Hurrita nel corso del XV secolo a.C. dominava l'alta Mesopotamia: il sovrano Shaushtatar infatti, dopo alcune conquiste minori del suo predecessore Barattarna, aveva dapprima sottomesso gli Assiri (1425 ca.) e poi respinto gli egizi di Amenhotep II al di là dell'Eufrate, minacciando gli Ittiti, cui aveva sottratto come alleato proprio Kizzuwatna.
Ma sul trono di Hatti il nuovo ed ambizioso re, Tudhaliya I/II, covava mire espansionistiche in area siriana e si ebbero presto le prime avvisaglie di guerra con scontri tra gli Ittiti ed il regno di Isuwa, alleato mitannico; Tudhaliya riportò una serie di vittorie che accrebbero il suo prestigio.
Alleato ittita fino al regno di Huzziya II, Kizzuwatna aveva stretto alleanza con Mitanni nel periodo di lotte dinastiche ittite precedenti il regno di Tudhaliya. Le vittorie riportate dagli Ittiti però convinsero il sovrano Sunashshura a cambiare nuovamente alleato, spezzando grazie a Tudhaliya il giogo hurrita che dal cosiddetto Trattato di Sunashshurasappiamo esser stato particolarmente duro. La rinnovata alleanza fu suggellata dal matrimonio di Tudhaliya I/II con la principessa Nikkalmati. Da questo momento fino alla fine dell'impero ittita, Kizzuwatna restò al fianco di Hattusa.
Nikkalmati rivestì il rango di Regina Regnante ittita succedendo nel prestigioso ruolo a Walanni, forse madre di Tudhaliya I/II; nonostante la coppia avesse figli maschi propri, ad ereditare il trono fu Arnuwanda I, marito della figlia della coppia reale, Asmunikal, che, alla morte della madre, le subentrò nel ruolo di Regina Regnante.